# Dolichopus griseipennis
Dolichopus griseipennis är en tvåvingeart som beskrevs av Hermann Friedrich Stannius 1831. Dolichopus griseipennis ingår i släktet Dolichopus och familjen styltflugor. Enligt den finländska rödlistan är arten otillräckligt studerad i Finland. Arten är reproducerande i Sverige. Artens livsmiljö är parker, gårdsplaner och trädgårdar. Inga underarter finns listade i Catalogue of Life.